# Паско (округ)
Шаблон:StateAbbr_ 28°18′ пн. ш. 82°26′ зх. д. / 28.3° пн. ш. 82.44° зх. д.
Паско — округ на заході штату Флорида, США. Площа 2 248 км².
Населення 464 697 осіб (2010 рік). Адміністративний центр у місті Дейд-Сіті.
Виділений 1887 року з округу Ернандо. Входить до агломерації Тампа.

## Географія
За даними Бюро перепису населення США, загальна площа округу становить 868 квадратних миль (2 248 км²), з них 747 квадратних миль (1 935 км²) — суша, а 122 квадратних милі (316 км²) (14 %) — вода.

## Суміжні округи
- Ернандо, Флорида — північ
- Самтер, Флорида — північний схід
- Полк, Флорида — південний схід
- Гіллсборо, Флорида — південь
- Пінеллас, Флорида — південний захід